# エーダー川

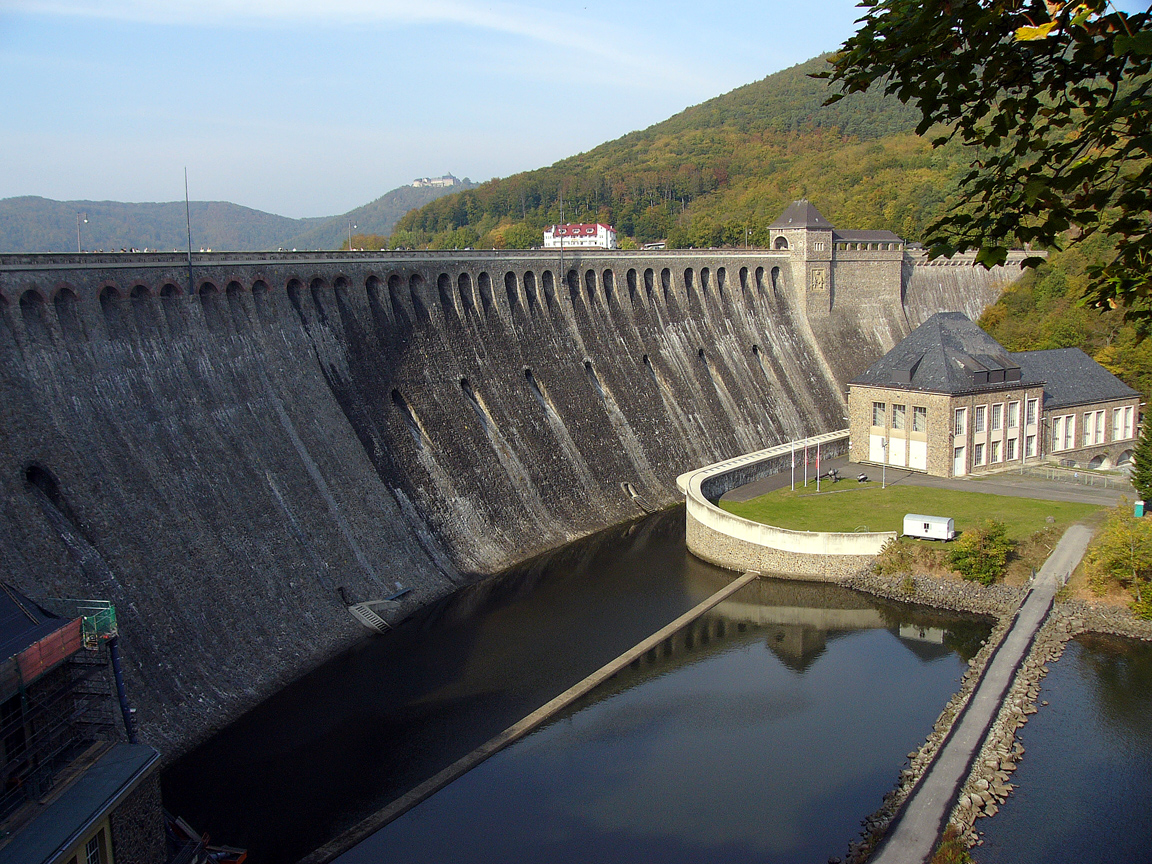
エーダーゼー湖を形成するエーダータールダム

エーダー川（エーダーがわ、Eder、20世紀の初めまではEdderとも表記された）は、ドイツを流れる全長177kmの川である。ノルトライン＝ヴェストファーレン州のエーデルコプフ山、ラーン川やジーク川の水源近くの標高620mの地点から湧出する。ラーン川やジーク川がともにライン川の支流であるのに対して、エーダー川は東へあるいは北へ向かって流れ、ヘッセン州エーダーミュンデ＝グリフテ（標高177m）でフルダ川に注ぐ。エーダー川は、フルダ川支流の中で最大の川である。エーダー川沿いの町は、小さな田舎の町が多く、バッテンベルク、フランケンベルク、ヴァルデック、フリッツラーがある。
流域面積は3,362km2で、水源から合流点までの流域面積では本流であるフルダ川の上流部よりも広い。
ヴァルデック近郊に1914年に完成した岩とコンクリートによるダムはエーダーゼー貯水湖を形成する。この貯水湖は全長27kmで、水力発電やヴェーザー川水運のための水量調整の役割を担っている。このダムは1943年5月17日に近くのメーネ貯水湖ダムと同時にイギリス空軍の空爆を受けて破壊され甚大な損傷を被り、ダムのすぐ下流にあったウクライナ人捕虜の労働キャンプの人々が大部分を占める、下流に住む多くの人命が失われた。